# Anomis eucystica
Anomis eucystica là một loài bướm đêm trong họ Erebidae.